# Josip Šimić
Josip Šimić (Zagabria, 16 settembre 1977) è un ex calciatore croato, di ruolo attaccante.

## Biografia
Nato a Zagabria, sia suo nipote Roko che suo fratello maggiore Dario sono calciatori professionisti.

## Carriera

### Nazionale
Dopo aver fatto la trafila con le nazionali giovanili, il 13 giugno 1999 esordì con la Croazia nell'amichevole contro l'Egitto. Mise a segno il suo unico gol con la maglia della nazionale croata contro il Messico, partita in cui segnò il gol decisivo del 2-1.

## Statistiche

### Cronologia presenze e reti in nazionale
| Cronologia completa delle presenze e delle reti in nazionale ― Croazia | Cronologia completa delle presenze e delle reti in nazionale ― Croazia | Cronologia completa delle presenze e delle reti in nazionale ― Croazia | Cronologia completa delle presenze e delle reti in nazionale ― Croazia | Cronologia completa delle presenze e delle reti in nazionale ― Croazia | Cronologia completa delle presenze e delle reti in nazionale ― Croazia | Cronologia completa delle presenze e delle reti in nazionale ― Croazia | Cronologia completa delle presenze e delle reti in nazionale ― Croazia |
| Data                                                                   | Città                                                                  | In casa                                                                | Risultato                                                              | Ospiti                                                                 | Competizione                                                           | Reti                                                                   | Note                                                                   |
| ---------------------------------------------------------------------- | ---------------------------------------------------------------------- | ---------------------------------------------------------------------- | ---------------------------------------------------------------------- | ---------------------------------------------------------------------- | ---------------------------------------------------------------------- | ---------------------------------------------------------------------- | ---------------------------------------------------------------------- |
| 13-6-1999                                                              | Seul                                                                   | Croazia                                                                | 2 – 2                                                                  | Egitto                                                                 | Amichevole                                                             | -                                                                      | 93’                                                                    |
| 16-6-1999                                                              | Seul                                                                   | Croazia                                                                | 2 – 1                                                                  | Messico                                                                | Amichevole                                                             | 1                                                                      | 93’                                                                    |
| 19-6-1999                                                              | Seul                                                                   | Corea del Sud                                                          | 1 – 1                                                                  | Croazia                                                                | Amichevole                                                             | -                                                                      | 88’                                                                    |
| 21-8-1999                                                              | Zagabria                                                               | Croazia                                                                | 2 – 1                                                                  | Malta                                                                  | Qual. Euro 2000                                                        | -                                                                      | 51’                                                                    |
| 4-9-1999                                                               | Zagabria                                                               | Croazia                                                                | 1 – 0                                                                  | Irlanda                                                                | Qual. Euro 2000                                                        | -                                                                      | 90’                                                                    |
| 9-10-1999                                                              | Zagabria                                                               | Croazia                                                                | 2 – 2                                                                  | Jugoslavia                                                             | Qual. Euro 2000                                                        | -                                                                      | 80’                                                                    |
| 26-4-2000                                                              | Vienna                                                                 | Austria                                                                | 1 – 2                                                                  | Croazia                                                                | Amichevole                                                             | -                                                                      | 89’                                                                    |
| Totale                                                                 |                                                                        | Presenze                                                               | 7                                                                      |                                                                        | Reti                                                                   | 1                                                                      |                                                                        |

## Palmarès

### Club

#### Competizioni nazionali
- Campionato croato: 5

Dinamo Zagabria: 1995-1996, 1996-1997, 1997-1998, 1998-1999, 1999-2000
- Coppa di Croazia: 4

Dinamo Zagabria: 1993-1994, 1995-1996, 1996-1997, 1997-1998
- Campionato belga: 1

Club Bruges: 2002-2003
- Coppa del Belgio: 1

Club Bruges: 2003-2004
- Supercoppa del Belgio: 2

Club Bruges: 2002, 2003
- Campionato sudcoreano: 1

Ulsan Hyundai: 2005
- Supercoppa della Corea del Sud: 1

Ulsan Hyundai: 2006